# الجذوة (مناخة)

تعديل مصدري - تعديل

الجذوة هي إحدى قرى عزلة لهاب بمديرية مناخة التابعة لمحافظة صنعاء، بلغ تعداد سكانها 206 نسمة حسب تعداد اليمن لعام 2004.